# Rạn san hô chắn bờ

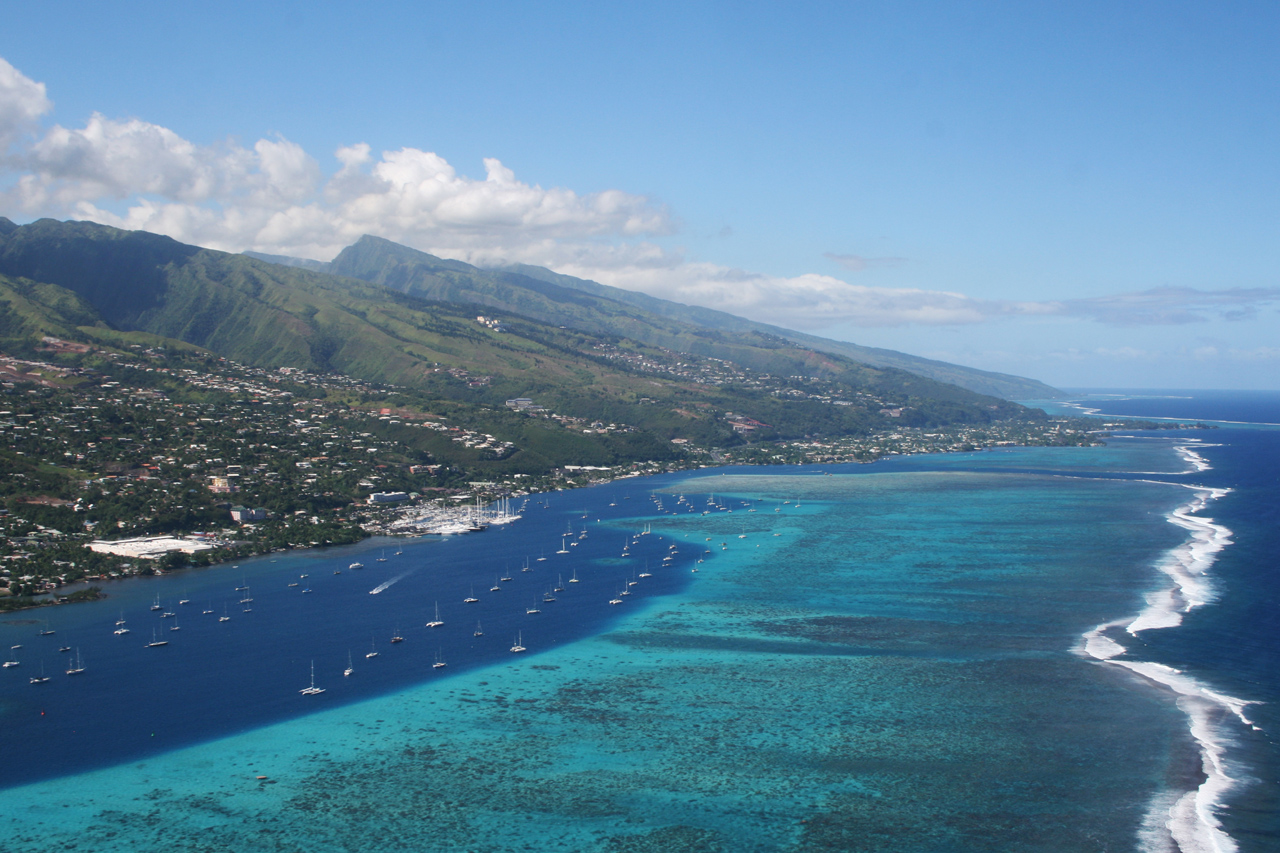
Rạn san hô chắn bờ ở Papeete, Polynésie thuộc Pháp

Rạn san hô chắn bờ (rạn chắn bờ) hay ám tiêu chắn (tiếng Anh: barrier reef) là loại rạn san hô ngăn cách với đường bờ bởi một vụng biển tương đối sâu. Đây là một trong ba hình thái rạn san hô được Charles Darwin trình bày trong tác phẩm The Structure and Distribution of Coral Reefs xuất bản lần đầu năm 1842. Trước Darwin, nhà địa lý học Adriano Balbi đã mô tả rạn san hô chắn bờ bằng cách gọi chúng là "những atoll có đất cao nhô lên từ vùng trung tâm". Khái niệm barrier trước đó cũng được các nhà du hành dùng để chỉ những rạn san hô mênh mông đối diện bờ biển đông bắc Úc cũng như ở bờ biển phía tây Nouvelle-Calédonie. Rạn san hô chắn bờ có cùng cấu trúc sinh học cơ bản với rạn san hô viền bờ và rạn san hô vòng.

## Nghiên cứu của Darwin

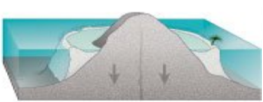
Minh hoạ rạn san hô chắn bờ

Theo lý thuyết của Darwin, rạn san hô chắn bờ là giai đoạn thứ hai trong tiến trình phát triển lâu dài của rạn san hô gắn liền với sự lún xuống của một đảo núi lửa. Trước tiên, rạn san hô viền bờ phát triển quanh bờ một hòn đảo đang hạ lún. Trải qua thời gian, đảo ngày một thấp hơn và nhỏ đi, khiến khoảng cách giữa đường bờ và rạn san hô ngày một tăng lên. Khi này rạn san hô trở thành rạn san hô chắn bờ. Thời gian tiếp tục trôi qua; đảo núi lửa nay đã chìm hẳn, trong khi san hô vẫn tiếp tục phát triển trên nền sẵn có. Lúc này rạn san hô trở thành một rạn san hô vòng hoàn hảo.
Tuy nhiên, cần chú ý rằng quá trình hình thành ba loại rạn san hô theo quan điểm Darwin chỉ có thể áp dụng cho một số lượng giới hạn các hình thể đại dương trên phạm vi toàn cầu. Để giải thích được địa mạo hiện đại thì cần xem xét nhiều yếu tố khác như sự hạ lún, sự biến thiên mực nước biển đẳng tĩnh, các quá trình kiến tạo địa phương,...

## Phân đới
Địa mạo rạn san hô chắn bờ có thể được phân đới thành: sườn dốc mặt sau rạn (backreef slope), mặt bằng rạn (reef flat), mào rạn (reef crest) và sườn dốc mặt trước rạn (forereef slope). Giữa rạn san hô và đường bờ là một vụng biển được che chắn khỏi sóng và dòng chảy; trong vụng có các thành tạo san hô đa dạng về kích cỡ và hình dáng phát triển.
- Sườn dốc mặt sau rạn:

Trong nhiều trường hợp, san hô ở đây phát triển kém hơn sườn dốc mặt trước rạn do đây là nơi tiếp nhận lượng trầm tích dồi dào bị sóng rửa trôi từ phần còn lại của rạn.
- Mặt bằng rạn:

Mặt bằng rạn là một nền gần như bằng phẳng, nước nông, rải rác các thảm cỏ biển hay rong biển trên nền cát và mảnh vụn san hô. Tại đây có thể diễn ra quá trình tích tụ trầm tích giàu vôi, sa khoáng mảnh vụn hay đá cuội do các cơn bão mang đến, từ đó tạo thành các bề mặt cố kết nơi các đảo hình thành. Đây có thể là các đảo cát nhỏ (cồn cát) hình thành từ cát lắng đọng do sóng và hải lưu đưa tới.
- Mào rạn:

Mào rạn nằm tại khu vực có năng lượng sóng cao với hoạt động sóng gần như liên tục. Đây là môi trường không thích hợp cho sự phát triển của san hô. Hoạt động sóng mạnh có thể khiến hình thành một gờ tảo tạo thành từ tảo vôi cứng - chiếm ưu thế là các loài thuộc hai chi Porolithon và Lithophyllum.
- Sườn dốc mặt trước rạn:

Sườn dốc mặt trước rạn có thể tương đối thoải nhưng cũng có thể gần như dốc đứng, và độ dốc này tuỳ thuộc vào nhiều yếu tố. Mức độ đa dạng của san hô nơi đây giảm dần theo độ sâu. San hô tại đới này có xu hướng phát triển theo phương thẳng đứng hướng lên mặt biển, tuy nhiên càng xuống sâu thì san hô có xu hướng phát triển dàn ngang nhằm thu nhận nhiều ánh sáng hơn.

## Phân bố

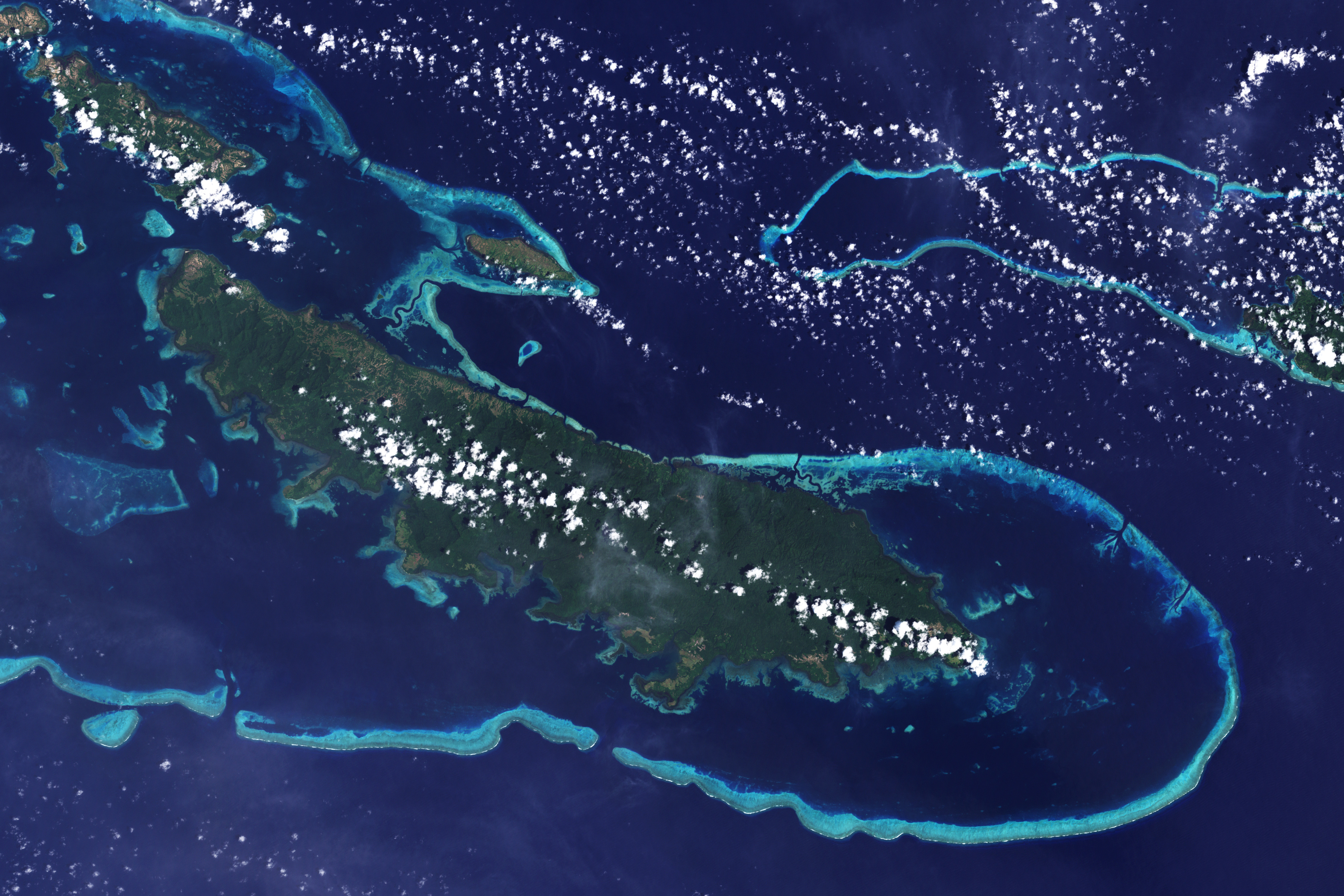
Ảnh vệ tinh chụp đảo Vanatinai (Suddest) thuộc quần đảo Louisiade của Papua New Guinea. Bao quanh đảo là rạn san hô chắn bờ.

Rạn san hô chắn bờ quy mô lớn nhất và nổi tiếng nhất thế giới chính là Rạn Chắn Lớn (Great Barrier Reef) trải dài hơn 2.000 km dọc theo bờ biển đông bắc nước Úc và chiếm diện tích trên 225.000 km². Ngoài ra, rạn chắn bờ còn hiện diện ở khắp nơi trên thế giới như ở Đại Tây Dương - biển Caribe, Ấn Độ Dương, Tây Thái Bình Dương,... Ngoài khơi Belize có một hệ thống rạn chắn bờ dài xấp xỉ 200 km với tên gọi Rạn san hô chắn bờ Belize (Belize Barrier Reef). Ở bờ tây đảo Madagascar có một rạn chắn bờ chìm ngập dưới nước với chiều dài gần 1.000 km. Tuy vậy, Tây Thái Bình Dương vẫn là vùng sở hữu những rạn chắn bờ quan trọng nhất. Bên cạnh Rạn Chắn Lớn, có thể kể ra một số ví dụ khác là rạn chắn dài 1.300 km bao bọc Nouvelle-Calédonie và rạn chắn dài 570 km bao quanh đảo Vanatinai (Suddest) của Papua New Guinea.